# Porcio Licino
Porcio Licino (in latino Porcius Licinus; ... – fine II secolo a.C.?) è stato un poeta romano.

## Biografia
Di lui non si hanno notizie biografiche precise. Si hanno soltanto accenni alla carriera politica di alcuni membri della sua famiglia, e dai suoi scritti emerge la sua posizione avversa agli optimates.
Della sua produzione poetica, consistente in una originale storia della poesia latina in versi trocaici settenari, restano 7 frammenti, alcuni brevissimi, per un totale di 23 versi.
Da uno di questi frammenti si apprende che, secondo Porcio Licino, l'attività poetica a Roma sarebbe iniziata durante la seconda guerra punica:
(fr. 1 Courtney)
Ma il più significativo è certo il frammento 7 Courtney, tramandatoci da Aulo Gellio nelle sue Notti attiche, 19, 9:
(fr. 7 Courtney)
A parte alcune particolarità stilistiche, che non pochi problemi di ricostruzione del testo hanno creato ai filologi (si noti, ad esempio, nell'ultimo verso il verbo concordato con il predicato nominale e non con il soggetto), il frammento è interessante per il suo contenuto. Il topos della fiamma quale espressione dell'amore del poeta non è originale e il suo uso si protrae fino ai giorni nostri. Quello che differenzia, invece, l'epigramma di Porcio Licino dai suoi predecessori è il motivo pastorale, l'inserimento di tale topos in un ambiente agreste: soltanto poeti bucolici quali Teocrito o Mosco, avevano fatto altrettanto, mentre l'ambientazione degli epigrammi restava sostanzialmente cittadina.